# Ємен (вілаєт)
15°20′54″ пн. ш. 44°12′23″ сх. д. / 15.348333333333° пн. ш. 44.206388888889° сх. д.
Єменський вілаєт (осман. ولايت یمن Vilayet-i Yemen) — вілаєт Османської імперії, що розташовувався на півдні Аравійського півострова. Утворений 1872 року замість Єменського еялету з площею 200 тис. км². Припинив існування після поразки Османської імперії в Першій світовій війні.

## Історія
Протягом 1860-х років становище Османської імперії в Ємені було відновлено. Втім, удалося розташувати залоги лише на півночі, оскільки Аден було окуповано Великою Британією, а на південному сході утворилися самостійні держави. У 1872 році еялет Ємен було перетворено на Єменський вілаєт. Адміністративним центром стало місто Сана. У відповідь на спробу захоплення Тіхами війська Асіру в 1872 році турки взяли їхню столицю Абду, стратили ватажків династії аль-Аїд і включили Асір до складу вілаєту. Втім, влада османів практично не поширювалася за межі міст, а їх загони не ризикували виходити за стіни фортець.
Втім, уже в 1890-х проти османської влади повстали імами-зейдити. Бойові дії тривали до 1905 року, коли султанський уряд надав певну автономію гірським районам Ємену, де отаборилися Зейдити. Водночас там було скасовано цивільний кодекс та відновлено норми шаріату. У 1902 та 1904 роках відбувалися сутички між васалами султана та арабами з протекторату Аден.
У 1906 році повстали Ідрісіди в Асірі, що до 1910 року захопили більшу частину цього санджаку. Для відновлення влади проти асірців виступили османські війська з вілаєту Хиджазу та загони з Сани, які відновили владу султана в Асірі. Втім у 1912 році війська Ідрісі з Асіру намагалися допомогти італійцям під час італо-турецької війни. У 1911 році було укладено черговий договір з зейдітами, імами яких визнано духовними лідерами в шиїтській частині Ємену, надано ім право збирати податки. У 1914 році владнали прикордонні суперечки з Аденським протекторатом, що належав Великій Британії.
Під час Першої світової війни вдалося зберегти владу в Північному Ємені. Після початку війни утворився так званий південноаравійський фронт. Османські війська спробували захопити Аден. У листопаді 1914 року сили Османської імперії з Єменського вілаєту почали наступ на Аден і досягли певних успіхів, зайнявши значну частину Аденського протекторату та султанату Лахедж. Втім, до 1916 року османські війська були зупинені силами британської Аденської бригади і прибулими підкріпленнями, що призвело до припинення бойових дій на цьому фронті.
Водночас 1915 року почалися повстання в на півдні Асірського санджаку. У 1916 році з початком потужного арабського повстання в Хиджазі, Єменський вілаєт опинився відрізаним від постачання з основних районів Османської імперії. У 1917 році Асір став незалежним.
У 1918 році після капітуляції султана війська турків залишили Ємен, а імам Ях'я бен Мухаммед Хамід-ад-Дін з династії аль-Касимі оголосив Північний Ємен незалежною державою. У 1926 році імам Ях'я оголосив себе королем Єменського Мутаваккілітського Королівства, а також зейдитським духовним лідером.

## Структура
Вілаєт складався з 4 санджаків:
- Санський санджак мав 9 кази: Сана, Джебель-і Нараз, Кевкебан, Анеш, Хічче, Зімар, Єрим, Реда, Умран.
- Асірський санджак — 7 кази: Абха, Махаіл, Рікал уль-Ма, Бені-Сехр, Гамід, Сабья, і Канефіде.
- санджак Ходейда — 7кази: Ходейда, Зебід, Ліхьє, Ріме, Гюкур, Баджіл, Абу-Аріш;
- Таїзький санджак — 5 кази: Таїз, Еб, Адейн, Катіба, Ніджріє.

### Валі
- Ахмед Мухтар Паша Катирджіоглу (1872—1873)
- Ахмед Еюб Паша (1873—1875)
- Мустафа Асім Паша (1875—1879)
- Ізмаїл Хаккі Паша Бодгоріджелі (1879—1882)
- Мехмед Ізет Паша (1882—1884)
- Ахмед Февзі Паша (1884—1886)
- Ахмед Азіз Паша (1886—1887)
- Топал Осман Нурі Паша (1887—1889)
- Осман Нурі Паша Потіріклі (1889—1890)
- Ізмаїл Хаккі Паша Бодгоріджелі (1890—1891)
- Гасан Едіп Паша (1891)
- Ахмед Фавзі Паша (1891—1898)
- Гусейн Хілмі Паша (1898—1902)
- Черкес Абдулла Решид Паша (1902—1904)
- Бірен Мехмед Тевфік Паша (1904—1905)
- Ахмед Февзі Паша (1905—1908)
- Арнауд Гасан Тахсін Паша (1908—1910)
- Каміл-бей (1910)
- Мехмед Алі Паша (1910—1911)
- Акділек Махмуд Паша (1911—1918)

## Населення
Відповідно до перепису 1885 року в вілаєті мешкало 2,5 млн осіб. Втім, ці цифри дослідникам здаються значно завищеними.